# قطعنامه ۱۵۴۷ شورای امنیت
قطعنامه  ۱۵۴۷ شورای امنیت سازمان ملل متحد که در تاریخ ۱۱ ژوئن ۲۰۰۴ تصویب شد، سندی بین‌المللی دربارهٔ بررسی وضعیت در سودان است. این قطعنامه طی نشست ۴۹۸۸ام با ۱۵ رای موافق، ۰ مخالف و ۰ ممتنع تصویب شد.